# ماي (مغنية كورية جنوبية)
ماي (هانغل: 메이) هي مغنية كورية جنوبية، ولدت في 6 مايو 1982.

## وصلات خارجية
- الموقع الرسمي
- ماي على موقع ميوزك برينز (الإنجليزية)